# Richard Allen (Musiker)
Howard Richard „Pistol“ Allen (* 13. August 1932 in Memphis, Tennessee; † 30. Juni 2002 in Royal Oak, Michigan) war ein afroamerikanischer Studiomusiker, der die größte Zeit seiner Karriere als Schlagzeuger bei Motowns Funk Brothers verbrachte.

## Werdegang
Seine Vorbilder waren die Jazz-Schlagzeuger Buddy Rich und Max Roach. Allen traf Ende 1958 in seiner Geburtsstadt Memphis den Jazzpianisten Evans Bradshaw, der ihn in sein Trio aufnahm. Am 27. Januar 1959 entstand mit dem Evans Bradshaw Trio in New York die LP Pieces of Eighty-Eight, auf der Allen mitwirkte. Etwa 1960 kam er nach Detroit, wo er in Jazzkneipen wie der Flame Showbar spielte. Er wurde 1962 von Schlagzeuger Benny Benjamin entdeckt und von Berry Gordy als Sessionmusiker bei den Funk Brothers eingestellt. Neben Allen gab es hier bereits als Schlagzeuger Benny Benjamin und Uriel Jones.
Er spielte nicht – wie sonst bei Schlagzeugern üblich – auf einem Schlagzeug-Set von einem einzigen Hersteller, sondern auf einer aus Ludwig-Musser, Slingerland, Gretsch und Rogers zusammengestellten Kombination. Allen führte bei Motown mit dem Shuffle einen neuen Schlagzeugstil ein, den vor allem die Musikproduzenten Holland–Dozier–Holland häufig bevorzugten. Insbesondere wirkte Allen mit bei Motown-Hits wie (Love is Like a) Heat Wave (Endabmischung am 20. Juni 1963; Martha & the Vandellas), The Way You Do the Things You Do (9. Januar 1964; The Temptations), Baby Love (13. August 1964; Supremes), Reach Out I’ll Be There (27. Juli 1966; Four Tops), How Sweet It is (To Be Loved By You) (29. August 1966; Jr. Walker & the All Stars) oder I Heard It Through the Grapevine (10. April 1967; Marvin Gaye; hier sind alle 3 Schlagzeuger zu hören).
Wie bei Motown üblich, spielte er nur selten in fremden Tonstudios. Am 9. Februar 1968 nahm er zusammen mit Funk Brother-Kollege Dennis Coffey im United Sound Studio in Detroit für Ben E. King 7 Titel auf. Als Coffey im September 1971 seine Instrumentalmusik-Single Scorpio einspielte, wählte er Allen als Schlagzeuger aus; sie erreichte Millionenseller-Status.
Allen spielte im Historien-Film Standing in the Shadows of Motown mit, starb jedoch 6 Wochen nach der Filmpremiere, die am 11. Mai 2002 stattfand. Allen verstarb an Krebs und hinterließ seine Frau und 10 Kinder.